# Národní park Őrség
Národní park Őrség (maďarsky Őrségi Nemzeti Park) je národní park v západním Maďarsku. Má rozlohu 440,483 km². Byl vyhlášen v roce 2002 a je nejmladším národním parkem v Maďarsku. V městečku Őriszentpéter se nachází sídlo správy parku s informačním centrem. Nejbližším větším městem je Körmend. 
Park se nachází jižně od řeky Ráby na území župy Vas u hranic s Rakouskem a Slovinskem. Region Őrség dostal název podle služby místních obyvatel u hraniční stráže. Národní park tvoří spolu s přilehlými chráněnými územími v Rakousku a Slovinsku přeshraniční Přírodní park Raab-Őrség-Goričko.
Klima má vlhký subalpinský charakter, převládají zde mokřady a borové a bukové lesy. Nedaleko Szőce se nachází jediné rašeliniště v Maďarsku. Symbolem parku je tetřev hlušec, dalšími místními druhy ptactva jsou čáp černý, včelojed lesní a chřástal polní. Žijí zde také obojživelníci (kuňka obecná, čolek horský), ryby (pstruh duhový) a mnoho bezobratlých, např. roháč obecný, vážka žlutavá nebo žluťásek barvoměnný. Vegetaci tvoří lýkovec vonný, kosatec sibiřský, suchopýr širolistý, kontryhel žlutozelený, vstavač kukačka, upolín evropský, kandík psí zub a rosnatka okrouhlolistá. Byl zde také vysazen zubr evropský.
Parkem vede hustá síť turistických tras, v místních vesnicích se zachoval původní folklór a lidová řemesla. V Kámu se nachází velké arboretum. V roce 2007 region získal ocenění European Destinations of Excellence.